# Zastavlea, Dunaiivți
Zastavlea (în ucraineană Заставля) este un sat în comuna Ceankiv din raionul Dunaiivți, regiunea Hmelnîțkîi, Ucraina.

## Demografie
Componența lingvistică a localității Zastavlea
     Ucraineană (98,94%)
     Alte limbi (0,93%)
Conform recensământului din 2001, majoritatea populației localității Zastavlea era vorbitoare de ucraineană (98,94%), existând în minoritate și vorbitori de alte limbi.